# Birthday (canción de Selena Gomez)
«Birthday» es una canción de la cantante estadounidense Selena Gomez, compuesta por Jacob Kasher Hindlin, Mike Del Rio con Crista Russo, producida por Del Rio e incluida en su primer álbum de estudio como solista, Stars Dance (2013). Combinaba ritmos profundos de música electrónica de baile con elementos de música trap, y por su contenido de ritmos dispersos de batería y cantos vocales fue reseñada por la crítica como una pieza electropunk y música club con elementos de trap y dubstep. 
Se trataba de una canción fiestera, que tocaba temas tales como el atractivo sexual, la autoafirmación y el poder femenino, con letras sugestivas sobre una noche de fiesta salvaje. Además, ha sido comparada con la música de artistas como Dev, M.I.A. e Icona Pop. Tras su publicación, recibió críticas favorables, que elogiaron su sonido singular y su producción. El 22 de julio de 2013, fecha del cumpleaños de Gomez, salió a la luz el vídeo de la canción, donde la cantante y sus amigas se divertían y cantaban en lugares como una sala de discoteca o una habitación oscura. También se interpretó en iHeartRadio y Good Morning America junto a otras canciones.

## Antecedentes y descripción
Después del lanzamiento de When the Sun Goes Down en febrero de 2012, Selena publicó un mensaje en Facebook en el que afirmaba que se tomaría «un descanso» de la música para dedicarse más a la actuación: «Mi banda y yo nos separaremos por un tiempo. Este año lo dedicaré a las películas y a la interpretación y quiero que mi banda toque música donde quiera y con quien quiera. Vamos a volver pero será después de un largo tiempo». Sin embargo, el 11 de marzo, The Wall Street Journal afirmó que Selena Gomez & the Scene se habían separado y que Gomez publicaría su primer álbum de estudio como solista. Más tarde, se reunió con diversos compositores y productores para la elaboración de nuevas canciones para su primer álbum como solista, Stars Dance.
El 3 de junio de 2013, la cantante anunció, en una conversación mostrada en YouTube, los detalles de Stars Dance, así como su fecha de lanzamiento y sus canciones. Fue en este evento en el cual «Birthday» fue mencionado por primera vez, al anunciarse que iba a ser la canción de apertura de álbum. Sobre la grabación, comentó:

«"Birthday" fue una de las primeras canciones que grabé y es diferente a cualquiera de las que había hecho anteriormente. Y esta es una de las razones por las que fue incluida como primera en el álbum, porque quiero que oigas y pienses inmediatamente "¡ok, esto es!". Esto podría ser algo bueno o malo, pero ¡me gusta esta canción!».
Selena Gomez.

Una semana antes de su publicación, Selena lanzó vistas previas de todas las canciones de su nuevo trabajo en su canal de YouTube, que consistían en un pequeño fragmento de la música con algunas escenas de vídeos de la artista. «Birthday» estuvo disponible un día antes de que se estrenara oficialmente, al habérsele grabado un vídeo para festejar el vigesimoprimer cumpleaños de la cantante. El vídeo recibió más de dos millones de visitas al cabo de solo una semana de haberse publicado.
«Birthday» presentaba una duración de tres minutos y veinte segundos. Pertenecía a los géneros electropunk y música club con influencias del dubstep y la música trap, además de tener un toque de actitud hip hop. De acuerdo con Gomez, la canción recordaba además a la de «Hollaback Girl» de Gwen Stefani. Temáticamente, «Birthday» fue descrita como un «himno a la fiesta», en la que se habla sobre temas tales como el atractivo sexual, la autoafirmación y el poder femenino, con letras sugestivas sobre una noche de fiesta salvaje. El tema ha sido comparado con los estilos de varios artistas, como Dev, M.I.A. e Icona Pop.

## Comentarios de la crítica
«Birthday» tuvo en general críticas positivas. Andrew Hampp de Billboard dijo que en «"Birthday" y "B.E.A.T." se estaba probando el estilo EDM de Dev». Caryn Ganz de Rolling Stone comentó que: «Stars Dance es el primer álbum [de la artista] en el que se contienen unos gemidos orgásmicos. Basta oír "Birthday", con 16 segundos de lo que parece sonar seguramente como sexo simulado. Pero aunque asiente con la cabeza al estilo de Rihanna y la rutina de Britney, este es el sonido de Gomez deslizándose con gracia a la edad adulta». Natalie Palmer de Entertainment Wise dijo que Gomez debería ser elogiada por intentar algo nuevo, diciendo que la canción «no es la que habrías esperado de Selena, pero el género le queda, aún así, bien». En una revisión positiva, August Brown de Los Angeles Times dijo en tono de broma que la canción era «casi tan buena como tener puestos unos pantalones cortos de todos los colores». Amy Sciarretto de PopCrush dijo durante su crítica a Stars Dance que 

El álbum se abre con la celebración de Selena como la de su propio cumpleaños. [La pista] es valiente, un poco dura, repleta de palmas que nos recuerda al exitoso "London Bridge" con entrega vocal exagerada y malcriada de Fergie en solitario. Está Sel[ena] haciendo también su mejor impresión de Kesha, pero no dispuesta a llegar tan bajo y tan sucio como Miss Sebert, a excepción de algunos suavizados gemidos orgásmicos salpicados por toda la canción.

Para finalizar su revisión, Sciarretto dijo que: «"Birthday" es mucho más juguetona y un poco más animada con ritmos de banda de desfile». Además según Jim Farber de New York Daily News, tiene el «sentido malcriado» y el estilo escandaloso de «I Love It» de Icona Pop. Glenn Gamboa de Newsday dijo que: «"Birthday" es una canción decente, pero no funciona para Gomez, quien no puede manejar bien la descarada y animada [canción]». Kia Makarechi de The Huffington Post criticó la letra de la canción, además de decir que «parece que fuera a jadear y está gimiendo de forma "alterada" y "excesiva"». Christina Dill de Popdust dio a la canción una muy positiva opinión al darle cuatro estrellas y media de cinco y declarar que era «súper divertida y pegadiza». Al mismo tiempo calificaba su letra de extraña y señalaba su estribillo como «la cosa más rara y más grande que Selena haya hecho nunca».

## Promoción

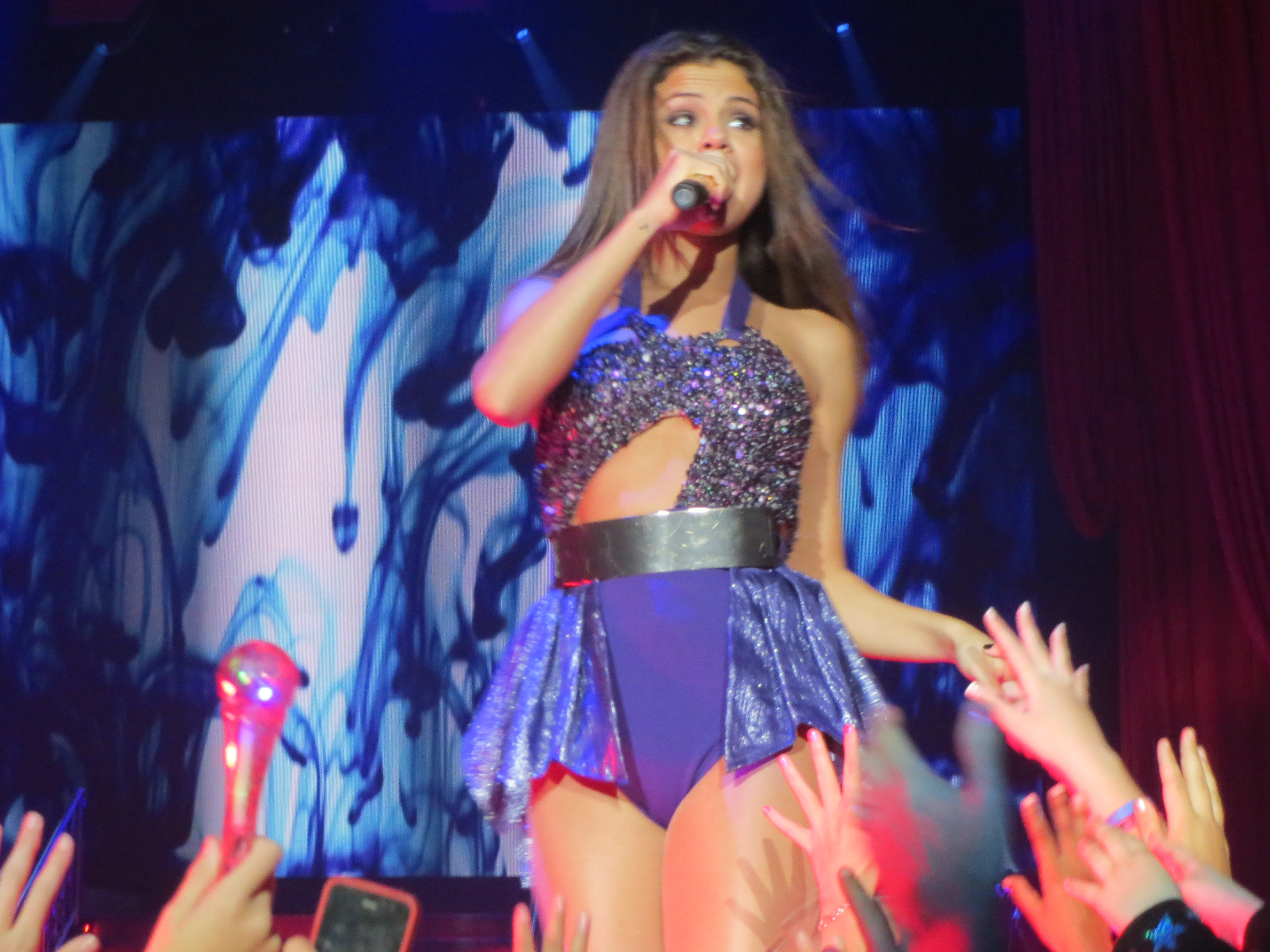
Selena Gomez durante su Stars Dance Tour en noviembre de 2013.

### Vídeo musical
El 22 de julio de 2013, Gomez subió inesperadamente un vídeo musical de «Birthday» en su canal oficial de YouTube para coincidir con su vigesimoprimer cumpleaños. En el vídeo se podía ver a una Gomez sonriente vestida con una recortada parte superior en conjunto con unos shorts negros y una camisa de franela atada a la cintura, cantando la canción con sus amigos en una habitación oscura. El vídeo estaba entremezclado también con clips durante la fiesta en una sala de discoteca, al mostrarse caer brillo desde su techo. El vídeo terminaba con los amigos de Gomez cantándole «Feliz cumpleaños». A las primeras 24 horas de su publicación, el vídeo había ganado más de un millón de visitas.

### Presentaciones en directo
El 25 de julio de 2013 interpretó «Birthday» junto a «Come & Get It», «Slow Down» y «Save the Day» en iHeartRadio. Un día después presentó las mismas pistas —excepto «Save the Day», que fue remplazada por «Love You like a Love Song»— en el programa matutino Good Morning America, con unos pantalones holgados de cuero y una blusa negra de manga larga. El mismo día cantó la canción junto a «Slow Down» en el programa Live with Kelly & Michael. El 15 de abril de 2013, Gomez anunció en el programa On Air with Ryan Seacrest que se embarcaría en una gira mundial llamada Stars Dance Tour para promocionar su primer álbum como solista. La gira comenzó el 14 de agosto de ese mismo año, con un concierto en la ciudad canadiense de Vancouver. Durante la presentación, la intérprete realizó un popurrí entre «Birthday» y «Birthday Cake» de Rihanna.

## Posicionamientos en las listas
Tras el lanzamiento de Stars Dance, «Birthday» ingresó en el Bubbling Under Hot 100 Singles —una extensión del Billboard Hot 100 de Estados Unidos— en la posición doce. La canción llegó al número ciento noventa y uno en la lista surcoreana Gaon Chart debido a las fuertes descargas digitales.
| País (Lista 2013)                       | Mejor posición |
| --------------------------------------- | -------------- |
| Corea del Sur                           | 191            |
| Estados Unidos (Bubbling Under Hot 100) | 12             |

## Créditos y personal
- Compositores: Jacob Kasher Hindlin, Crista Russo y Mike Del Rio
- Coros: Mike Del Rio y Crista Russo
- Ingeniero: Jonathan Sher
- Ingeniero de mezclas: John Hanes
- Mezclas: Serban Ghenea
- Productor: Mike Del Rio
- Productor vocal: Matt Beckley
- Voz principal: Selena Gomez

Fuente: Discogs